# Bruno Lange (Physiker)

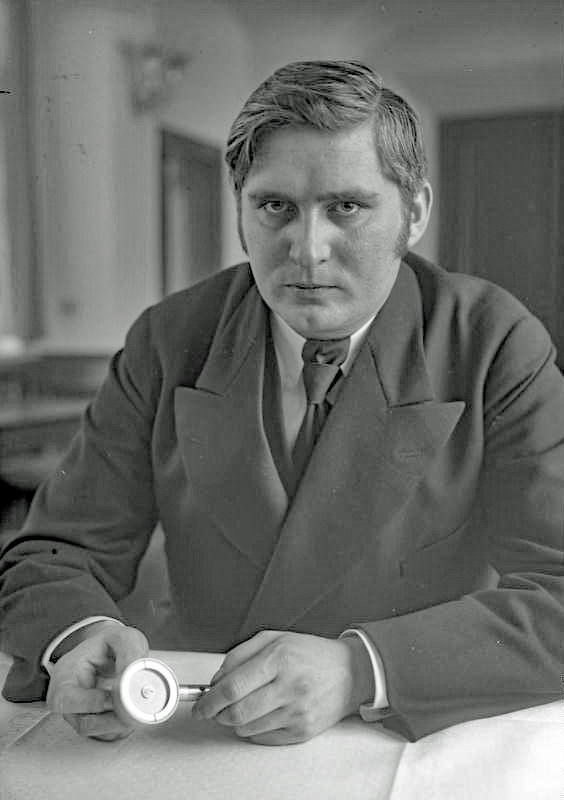
Lange mit Fotozelle, 1931

Bruno Albert Lange (* 2. Januar 1903 in Berlin; † 6. März 1969 ebenda) war ein deutscher Physiker und Industrieller.

## Leben

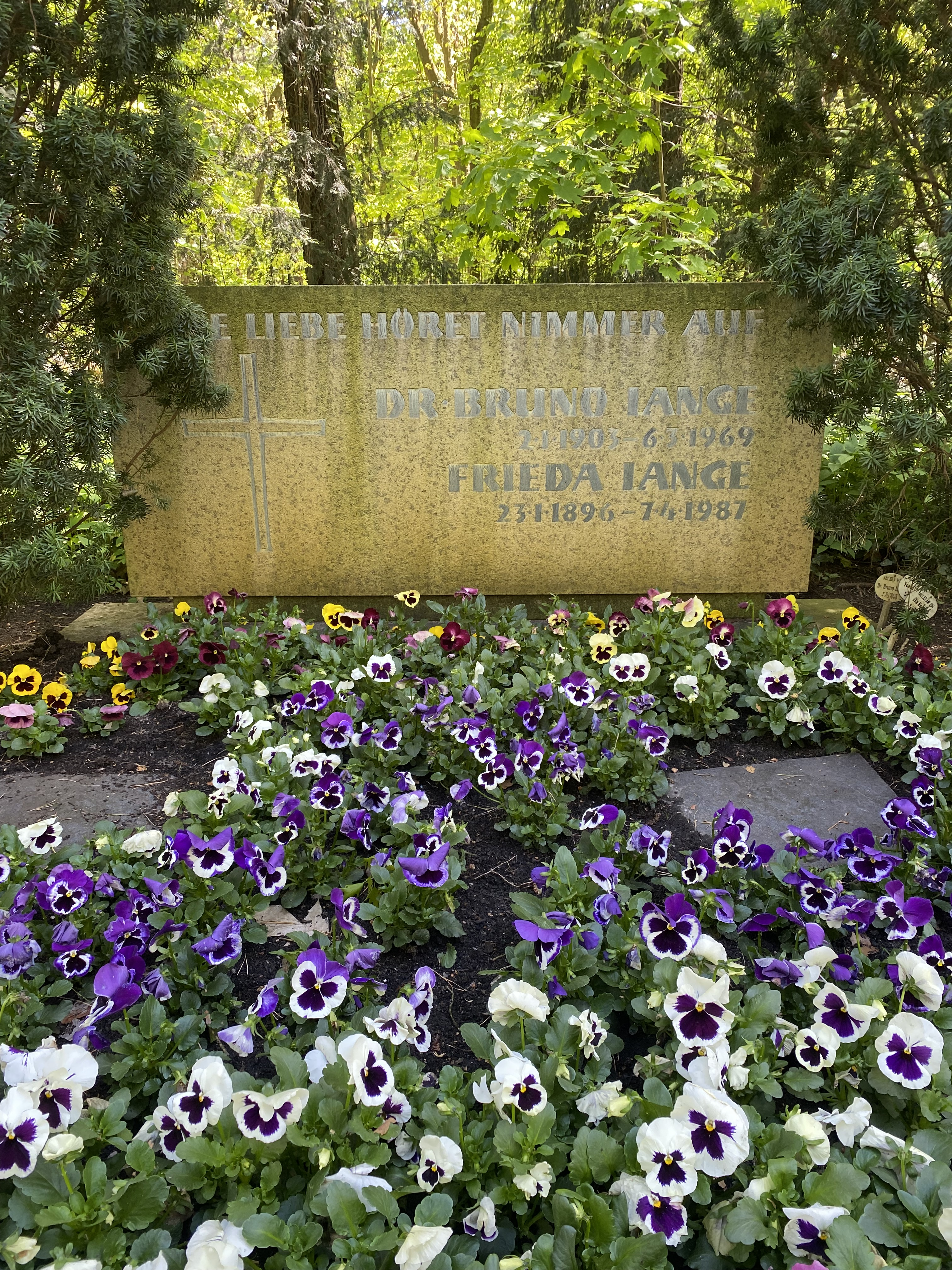
Grabstätte auf dem Waldfriedhof Zehlendorf

Nach dem frühen Tod seiner Eltern lebte Lange als Kind in Ostpreußen und ging in Ortelsburg zur Schule. Im Oktober 1921 wurde er dann an der Albertus-Universität in Königsberg immatrikuliert und beschäftigte sich dort mit dem Studium von Chemie, Physik, Mathematik, Mineralogie und Philosophie. Im Frühjahr 1925 bestand er das zweite Verbandsexamen und arbeitete fortan als Hilfsassistent des Physikers Wilhelm Eitel (1891–1979). Als dieser zum Direktor der Kaiser-Wilhelm-Instituts für Silikatforschung in Berlin-Dahlem berufen wurde, schloss Bruno Lange sich ihm an und lebte ab dem Februar 1926 in Berlin.
1927 promovierte Bruno Lange an der Philosophischen Fakultät der Friedrich-Wilhelms-Universität Berlin unter Geheimrat Fritz Haber in Physik mit dem Thema Depolarisation und Lichtabsorption in Kolloiden. Er forschte weiter in diesem Themenbereich und hielt anlässlich des 6. Deutschen Physikertages in Königsberg vom 4. bis zum 7. September 1930 einen Vortrag Über eine neue Art von Photozellen.
1931 entwickelte der Physiker während seiner Tätigkeit am Kaiser-Wilhelm-Institut für Silikatforschung die Selen-Photozelle. Mit dem Ziel, diese Zelle wirtschaftlich zu nutzen, gründete Bruno Lange 1933 die Dr. Bruno Lange GmbH. Diese wies bald erste Erfolge auf und vervielfachte bis 1945 ihre Gewinne. Nach der Demontage durch die Alliierten 1945 gelang es Lange, sein Unternehmen zu neuer Blüte zu führen. Lange leitete die Firma bis zu seinem Tod, im Jahr 1969, selbst. Sein Sohn Reinhard Lange übernahm die Nachfolge.
Die von Bruno Lange gegründete Firma gehört heute als Teil der Hach Lange GmbH zu den weltweit führenden Herstellern im Bereich der Umweltanalytik.
Bruno Lange heiratete 1928 die aus Ostpreußen stammende Frieda Nevieger (1896–1987). Aus dieser Ehe stammen die beiden Kinder Edelgard (* 1929) und Reinhard (* 1933).
1948 gehörte Bruno Lange zum Komitee der Gründer der Freien Universität Berlin.
Sein Grab befindet sich in Berlin, auf dem Waldfriedhof Zehlendorf (Abt. XII A W 204).

## Auszeichnungen
Er wurde für seine Arbeiten mit der „Honorary Membership“ der Eugene Field Society USA ausgezeichnet und war Mitglied der Max-Planck-Gesellschaft. Bruno Lange erhielt 1951 die goldene DECHEMA-Medaille „Für hervorragende Entwicklungen neuartiger Laboratoriumsgeräte“ und 1958 eine Bronze-Plakette für seinen Beitrag zur Weltausstellung in Brüssel 1958 im Rahmen des „Palais der Internationalen Wissenschaft“.

## Schriften
1936 veröffentlichte Bruno Lange das Buch Die Photoelemente und ihre Anwendung, welches lange Zeit als physikalisches Standardwerk galt. Außerdem verfasste er das Standardwerk Kolorimetrische Analyse, das 1956 bereits in der fünften Auflage erschien.